# Đảng Brexit

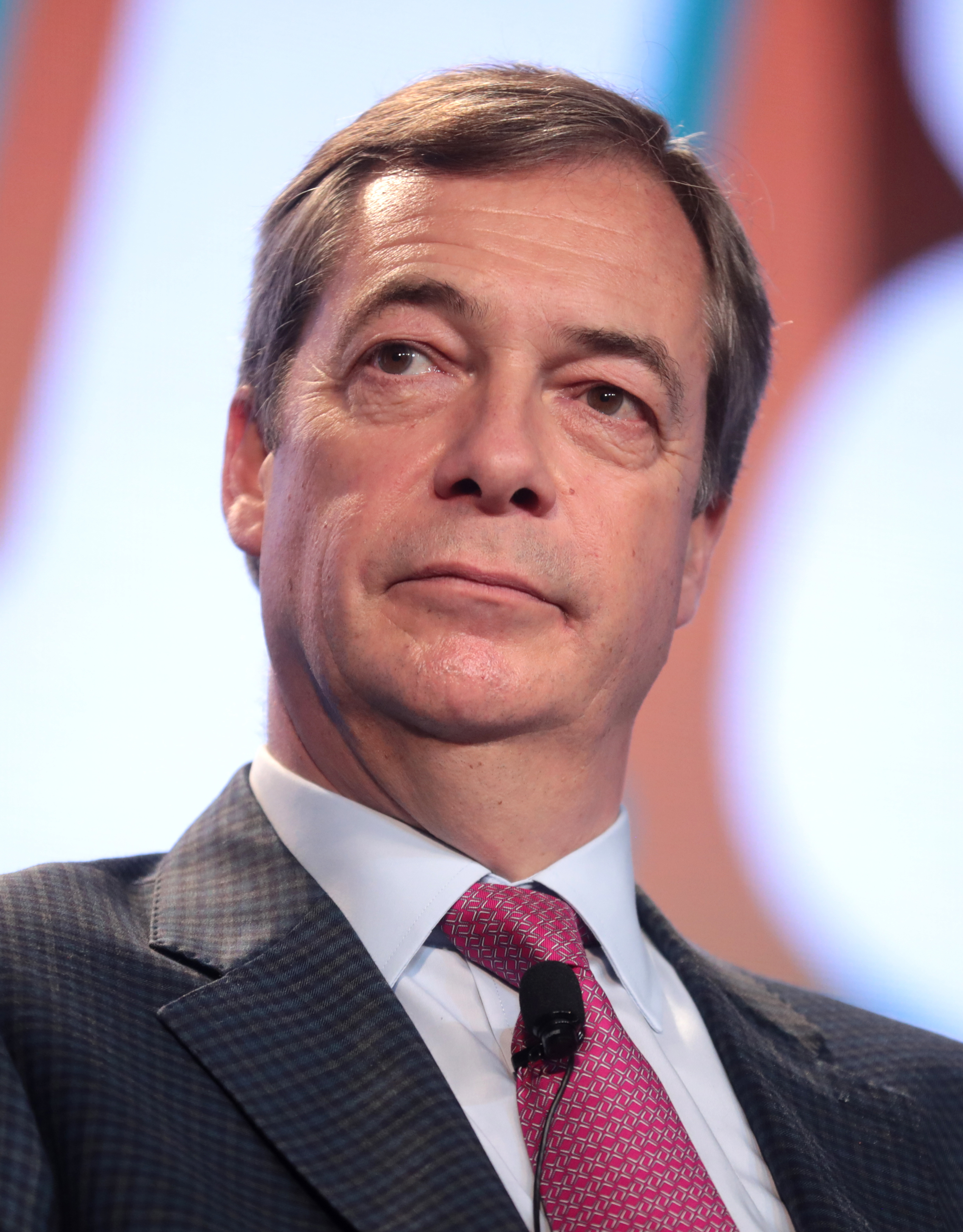
Nigel Farage, lãnh đạo đảng và là thành viên của Quốc hội Châu Âu (MEP)

Đảng Brexit là một đảng chính trị thuôc Chủ nghĩa hoài nghi Châu Âu ở Vương quốc Anh (UK). Thành lập vào năm 2019, lãnh đạo bởi Nigel Farage. Đảng này có 29 thành viên của Nghị viện châu Âu (MEP) và bốn thành viên hội đồng xứ Wales.
Các chiến dịch của Đảng Brexit về việc rút Vương quốc Anh khỏi Liên minh châu Âu (EU). Thường được mô tả là dân túy, thu hút được sự ủng hộ từ những người bất mãn với việc không thi hành quyết định trưng cầu ý dân năm 2016 và muốn rời khỏi EU mà không phải là một phần của thị trường đơn lẻ hoặc liên minh hải quan. Nhiều thành viên của nó trước đây thuộc Đảng Độc lập Anh (UKIP); Farage đã dẫn dắt UKIP từ 9/2006 đến ngày 16/2010
Đảng Brexit tập trung vào việc khôi phục chủ quyền dân chủ của Anh. Chính sách chủ yếu của Brexit là để Anh rút khỏi EU và giao dịch theo các điều khoản của Tổ chức Thương mại Thế giới cho đến khi các thỏa thuận thương mại chính thức có thể được thực hiện. Trong công cuộc bầu chọn Nghị viện châu Âu 2019, Đảng Brexit đã trở thành đảng lớn nhất trong Quốc hội Anh và là đảng lớn nhất châu Âu nói chung.

## Lịch sử
Một công ty có tên 'The Brexit Party Limited' đã được hợp nhất với Công ty House vào ngày 23/11/2018. Được chính thức công bố vào ngày 20 tháng 1 năm 2019 bởi cựu phát ngôn viên kinh tế của UKIP ,Catherine Blaiklock, người từng là lãnh đạo ban đầu của đảng. Vào ngày 5/2/2019, nó đã được đăng ký với Ủy ban bầu cử Vương quốc Anh để điều hành các ứng cử viên trong bất kỳ cuộc bầu cử nào của Anh, Scotland, xứ Wales và Liên minh châu Âu.
Vào ngày công bố, Nigel Farage, người đã trở thành một thành viên độc lập của Quốc hội Châu Âu kể từ khi rời UKIP vào đầu tháng 12/2018, nói rằng Đảng là ý tưởng của Blaiklock, nhưng cô đã hành động với sự hỗ trợ đầy đủ của anh. Trong một cuộc phỏng vấn vào ngày 24/1/2019, Blaiklock nói: "Tôi sẽ không điều hành mà không có Nigel [Farage], tôi chẳng là ai và tôi không có cái tôi để nói rằng tôi là bất kỳ ai" sau đó: "Tôi rất vui khi tạo điều kiện cho Nigel và làm việc cho anh ta cùng với những việc nhỏ nhặt khác, nhưng tôi không có bất kỳ ảo tưởng nào với bản thân mình ". Vào ngày 8/2/2019, Farage tuyên bố ông sẽ trở thành ứng cử viên của đảng trong bất kỳ cuộc bầu cử Nghị viện châu Âu tiềm năng trong tương lai được tranh cử tại Vương quốc Anh. Thành viên Nghị viện Steven Woolfe và Nathan Gill, thành viên trước đây của UKIP, tuyên bố rằng họ sẽ đại diện cho Đảng Brexit 
Vào ngày 1/2/2019, Blaiklock nói với tờ Daily Telegraph rằng đã kêu gọi £ 1 triệu trong việc tài trợ, và hơn 200 người đã đứng ra cung cấp để đại diện cho Đảng Brexit tại cuộc bầu cử Nghị viện châu Âu Tháng 5/2019, nếu Vương quốc Anh không rời Liên minh châu Âu khi đó. Private Eye báo cáo rằng những người phản đối Brexit đã đăng ký trực tuyến dưới dạng "ứng cử viên, nhà hoạt động hoặc nhà tài trợ với những thông tin sai lệch" để lãng phí thời gian của đảng.
Sau khi tuyên bố thành lập đảng, Blaiklock đã thu hút những lời chỉ trích vì những bình luận trước đó được mô tả là có thiên hướng Hồi giáo. Cô đã từ chức lãnh đạo đảng vào ngày 20/3/2019 vì các tin nhắn chống Hồi giáo đã bị xóa trên Twitter, bao gồm các tin nhắn tweet lại của các nhân vật cực hữu gồm Mark Collett, Tommy Robinson và Joe Walsh. Farage nói rằng ông sẽ tiếp quản vị trí lãnh đạo, rằng Blaiklock "không bao giờ có ý định trở thành nhà lãnh đạo dài hạn"  và nói rằng đảng "hiện tại là một đảng ảo - chỉ là một trang web". Trong buổi ra mắt của đảng vào ngày 12/4, được hỏi về các vấn đề với Blaiklock, Farage nói: "Tôi đã thành lập Đảng và cô ấy là quản trị viên đã thiết lập nó. Chúng tôi có một vài vấn đề khó nói, đúng !, chúng tôi sẽ không chấp nhận sâu sắc tất cả các hình thức cố chấp ? Phải. " 
Vào tháng 4/2019, thủ quỹ của đảng - Michael McGough đã bị loại khỏi vị trí của mình sau khi anh ta bị phát hiện đã thực hiện các bài đăng trên mạng xã hội về chống đối người Do thái và giới tính thứ 3.

## Đại diện
Đến giữa tháng 2 năm 2019, tám thành viên Nghị viện đã tham gia Brexit: Tim Aker, Jonathan Bullock, David Coburn, Bill Etheridge, Nigel Farage, Nathan Gill, Diane James và Julia Reid. Sau đó vào tháng Hai, họ được Paul Nuttall tham gia. Tất cả ban đầu được bầu làm ứng cử viên của UKIP, nhưng tất cả trước đó đã rời đảng để phản đối sự lãnh đạo của Gerard Batten, chủ yếu vào tháng 12/2018, mặc dù Aker và Etheridge đã rời đi trước đó vào năm 2018 và James đã rời đi vào năm 2016. Tính đến tháng 4/2019, tất cả họ tiếp tục đảm nhiệm vị trị trong nhóm Tự do và Dân chủ Trực tiếp Châu Âu. Thành viên nghị viện và cựu thành viên UKIP Steven Woolfe cũng đã chỉ ra sự hỗ trợ của ông cho Brexit.
Vào ngày 15 tháng 4 năm 2019, Jane Collins, Jill Seymour và Margot Parker rời UKIP để tham gia Đảng Brexit. Vào ngày 17 tháng 4, Jonathan Arnott và Ray Finch đã tham gia bữa tiệc và cùng với Collins, Seymour và Parker hiện ngồi trong nhóm EFDD, nâng tổng số MEP lên 14 trong số 24 người được bầu làm UKIP MEP vào năm 2014. Về hạn chót để đề cử các ứng cử viên, có thông báo rằng chỉ có ba trong số các MEP đương nhiệm tham gia đảng - Farage, Gill và Bullock - được chọn để ứng cử vào Đảng Brexit trong cuộc bầu cử Nghị viện châu Âu sắp tới.
| Tên              | Đơn vị bầu cử       | Bầu cử đầu tiên          | Đã tham gia         | Ghi chú                                                         |
| ---------------- | ------------------- | ------------------------ | ------------------- | --------------------------------------------------------------- |
| Diane James      | Đông Nam Anh        | Ngày 1 tháng 7 năm 2014  | 5 tháng 2 năm 2019  |                                                                 |
| David Coburn     | Scotland            | Ngày 1 tháng 7 năm 2014  | 12 tháng 2 năm 2019 |                                                                 |
| Nigel Farage     | Đông Nam Anh        | Ngày 10 tháng 6 năm 1999 | 12 tháng 2 năm 2019 | Lãnh đạo đảng; Tìm kiếm thành công cuộc bầu cử lại vào năm 2019 |
| Nathan Gill      | Xứ Wales            | Ngày 1 tháng 7 năm 2014  | 12 tháng 2 năm 2019 | Cựu AM; Tìm kiếm thành công cuộc bầu cử lại vào năm 2019        |
| Julia Reid       | Tây Nam Anh         | Ngày 1 tháng 7 năm 2014  | 12 tháng 2 năm 2019 |                                                                 |
| Tim Aker         | Đông Anh            | Ngày 1 tháng 7 năm 2014  | 13 tháng 2 năm 2019 |                                                                 |
| Jonathan Bullock | Trung du miền đông  | 28 tháng 7 năm 2017      | 13 tháng 2 năm 2019 | Tìm kiếm thành công cuộc bầu cử lại vào năm 2019                |
| Bill Etheridge   | Tây trung du        | Ngày 1 tháng 7 năm 2014  | 13 tháng 2 năm 2019 |                                                                 |
| Paul Nuttall     | Tây Bắc nước Anh    | 14 tháng 7 năm 2009      | 15 tháng 2 năm 2019 |                                                                 |
| Jill Seymour     | Tây trung du        | Ngày 1 tháng 7 năm 2014  | 15 tháng 4 năm 2019 |                                                                 |
| Jane Collins     | Yorkshire và Humber | Ngày 1 tháng 7 năm 2014  | 15 tháng 4 năm 2019 |                                                                 |
| Margot Parker    | Trung du miền đông  | Ngày 1 tháng 7 năm 2014  | 15 tháng 4 năm 2019 |                                                                 |
| Jonathan Arnott  | Đông Bắc nước Anh   | Ngày 1 tháng 7 năm 2014  | 17 tháng 4 năm 2019 |                                                                 |
| Ray Finch        | Đông Nam Anh        | Ngày 1 tháng 7 năm 2014  | 17 tháng 4 năm 2019 |                                                                 |

Vào ngày 23 tháng 5 năm 2019, Annunziata Rees-Mogg, Matthew Patten, Michael Heaver, đồng sáng lập Richard Tice, tháng 6 Mummery, Lance Forman, Benyamin Habib, Brian Monteith, John Tennant, Claire Fox, Henrik Nielsen, David Bull, Alexandra Phillips, Robert Rowland, Belinda De Camtern Lucy, Ann Widdecombe, Christina Jordan, James Glancy, James Wells, Rupert Lowe, Martin Daubney, John Longworth, Andrew Kerr, Jake Pugh, Lucy Harris và Louis Stedman-Bruce mới được bầu vào Nghị viện châu Âu, trong khi Jonathan Bullock, Nigel Farage và Nathan Gill giữ chỗ của họ.
Vào ngày 15 tháng 5 năm 2019, bốn Thành viên Hội đồng xứ Wales ban đầu được bầu hoặc đồng chọn tham gia UKIP (Caroline Jones, Mandy Jones, Mark Reckless và David Rowlands) đã tham gia Đảng Brexit. Reckless được bổ nhiệm làm Trưởng nhóm của họ. Một giờ sáng, được bầu làm UKIP nhưng hiện đang là một người độc lập, Michelle Brown, được cho biết cô sẽ không được chào đón ở Brexit.

## Chính sách và ý thức hệ
Mục tiêu hàng đầu của đảng là mong muốn Vương quốc Anh rời khỏi Liên minh châu Âu và sau đó giao dịch với các nước theo các điều khoản của Tổ chức Thương mại Thế giới. Vào ngày 12 tháng 4 năm 2019, Farage nói rằng "không có sự khác biệt giữa đảng Brexit và Ukip về chính sách, [nhưng] về mặt nhân sự, có một sự khác biệt lớn", chỉ trích các liên kết của UKIP ở phía cực hữu. Ông cũng nói rằng đảng nhằm thu hút sự ủng hộ "trên toàn hội đồng", bao gồm từ các cử tri cũ của UKIP và từ các cử tri đảng Bảo thủ và Lao động đã ủng hộ Brexit. Cuối tháng Tư, Farage nói rằng đảng sẽ không công bố bản tuyên ngôn cho đến sau khi cuộc bầu cử châu Âu diễn ra., Châu Âu mới, ngày 23 tháng 4 năm 2019. sửa chữa ngày 28 tháng 4 năm 2019. Farage cho biết đảng sẽ có một nền tảng chính sách thay vì tuyên ngôn., Financial Times, ngày 13 tháng năm 2019 Farage đã mô tả sự khâm phục của mình cho các thành viên Châu Âu Tự do và Dân chủ trực tiếp,Phong trào Năm Sao của Ý, đã điều hành và phát triển từ một nhóm biểu tình thành đảng chính trị lớn nhất của đất nước trong cả hai nghị viện của Quốc hội Ý. Ông đã mô tả Đảng Brexit cũng làm điều tương tự và "điều hành một công ty, không phải là một đảng chính trị, vì thế mô hình của chúng tôi là của những người đã đăng ký ủng hộ" và xây dựng một cơ sở sử dụng nền tảng online.
Giáo sư chính trị người Anh Matthew Goodwin , UnHerd và tờ báo The Observer đã mô tả đảng này là những người theo chủ nghĩa dân túy quốc gia, trong khi Goodwin và những người khác cũng mô tả Đảng Brexit là dân túy và dân túy cánh hữu.
Hiến pháp của đảng đã được Ủy ban bầu cử công bố do kết quả của yêu cầu tự do thông tin vào tháng 5 năm 2019. Mô tả rằng đảng đang tìm cách "thúc đẩy và khuyến khích những người khao khát cải thiện tình hình cá nhân của họ và những người tìm cách tự lực cánh sinh, trong khi cung cấp sự bảo vệ cho những người thực sự cần thiết, ủng hộ khả năng đưa ra quyết định đối với chính họ; tìm cách giảm bớt vai trò của Nhà nước, giảm gánh nặng thuế cho các cá nhân và doanh nghiệp. "  Đảng Dân Chủ Xã Hội (Anh) - chính trị gia Patrick O'Flynn, người được bầu với tư cách thành viên MEP(UKIP) dưới sự lãnh đạo của Farage và ủng hộ Đảng Brexit trong cuộc bầu cử châu Âu năm 2019, nhận xét về mô tả của hiến pháp của đảng như sau: chủ nghĩa tự do cổ điển và miêu tả họ có lõi tư tưởng Thatcher 

## Kinh phí và cơ cấu
Đảng Brexit không có thành viên, chỉ trả tiền cho 'những người đăng ký và ủng hộ', với việc Farage có mức độ kiểm soát cao đối với việc ra quyết định, bao gồm việc lựa chọn các ứng cử viên.
Farage cho biết Đảng phần lớn sẽ được tài trợ bởi các khoản quyên góp nhỏ và họ đã quyên góp được "750.000 bảng quyên góp trực tuyến, tất cả chỉ trong một khoản tiền nhỏ dưới 500 bảng" trong mười ngày đầu tiên. Đảng này cũng chấp nhận quyên góp lớn, chẳng hạn như 200.000 bảng được quyên góp bởi Jeremy Hosking, một nhà tài trợ trước đây cho Đảng Bảo thủ. Ông nói thêm rằng đảng sẽ không lấy tiền từ cựu nhà tài trợ chính của UKIP - Arron Banks. Farage đã phải đối mặt với các nghi vấn trong chiến dịch bầu cử năm 2019 sau khi Channel 4 News tiết lộ các lợi ích về du lịch và nơi cư trú không được cung cấp bởi Ngân hàng trước khi Farage gia nhập Đảng Brexit, và vào ngày 21 tháng 5 năm 2019, Nghị viện Châu Âu chính thức mở một cuộc điều tra. Đáp lại báo cáo, Đảng Brexit đã cấm Channel 4 News từ các sự kiện của mình.
Hai ngày trước cuộc bầu cử châu Âu 2019, Farage cáo buộc Ủy ban bầu cử "can thiệp vào quá trình bầu cử" sau khi cơ quan giám sát độc lập đến thăm trụ sở của Đảng Brexit để "giám sát và điều tiết tích cực" tài trợ của đảng. Khoản quyên góp chính thức từ 500 bảng trở lên phải được đưa ra bởi một "nhà tài trợ được phép", người phải là người được liệt kê trong danh sách bầu cử của Anh hoặc một doanh nghiệp đã đăng ký tại Công ty House và hoạt động tại Anh. Khi được hỏi liệu đảng có quyên góp bằng ngoại tệ hay không, Farage trả lời: "Hoàn toàn không, chúng tôi chỉ lấy đồng bảng - kết thúc cuộc trò chuyện". Thủ tướng Bóng tối John McDonnell kêu gọi "một cuộc điều tra độc lập đầy đủ và công khai, minh bạch về việc tài trợ cho ông Farage".

## Bầu cử
Các ứng cử viên trong Vương quốc Anh tại 2019 cuộc bầu cử châu Âu, trong đó có cựu bảo thủ - thủ tướng của Nhà nước Ann Widdecombe, nhà báo Annunziata Rees-Mogg (một cựu ứng cử viên bảo thủ trong cuộc bầu cử nói chung và là chị cả của MP Bảo thủ và Brexit (ủng hộ Jacob Rees-Mogg)), người đồng sáng lập của Leave Means Leave Richard Tice, các nhà văn Claire Fox và James Heartfield (cả hai đều là thành viên của Đảng Cộng sản Cách mạng và sau này là nhà văn cho Spiked), James Glancy, một cựu thành viên của Thủy quân lục chiến Hoàng gia và Special Boat Service, người được trao tặng Thập tự giá dũng cảm, Martin Daubney, một nhà báo và nhà bình luận, David Bull, bác sĩ, tác giả và người dẫn chương trình truyền hình, Brian Monteith, một cựu đảng Bảo thủ Thành viên Quốc hội Scotland Rupert Lowe, một doanh nhân  và Chuẩn đô đốc đã nghỉ hưu Roger Lane-Nott. John Longworth, cựu tổng giám đốc của văn phòng thương mại Anh, tuyên bố ông sẽ đứng ra làm ứng cử viên cho Brexit vào ngày 15 tháng 4 năm 2019. Đảng không được phê chuẩn tại Bắc Ireland và không bảo vệ các ứng cử viên ở đó.
Một cuộc khảo sát của 781 ủy viên hội đồng đảng bảo thủ cho thấy 40% kế hoạch bỏ phiếu cho Đảng Brexit. Vào ngày 17 tháng 4 năm 2019, cựu nghị sĩ đảng Lao động và Đảng Tôn trọng - George Galloway tuyên bố ủng hộ Đảng Brexit "chỉ một lần duy nhất" trong cuộc bầu cử Nghị viện châu Âu 2019. Vào ngày 24 tháng 4, chuyên gia chính trị Tim Abererie tuyên bố rằng ông sẽ bỏ phiếu cho đảng và tán thành ứng cử viên của Widdecombe, và Nghị sĩ Bảo thủ Lucy Allan mô tả các ứng cử viên của đảng là "đúng đắn".
Vào ngày 2 tháng 5, một trong những ứng cử viên của đảng cho khu vực bầu cử Tây Bắc, Sally Bate, đã từ chức khỏi đảng để đáp lại những bình luận trước đây của Claire Fox, ứng cử viên hàng đầu trong khu vực bầu cử, về các vụ đánh bom Warrington.
Vào tháng 5 năm 2019, một số cuộc thăm dò dự đoán bỏ phiếu đầu tiên của Đảng cho cuộc bầu cử ở châu Âu, mặc dù các cuộc thăm dò trước đó đã cho rằng nó sẽ đứng thứ ba sau đảng Lao động và đảng Bảo thủ.
Farage đã nói rằng đảng dự định mở ứng cử viên tại cuộc tổng tuyển cử tiếp theo. Ông đã hứa sẽ không để ứng cử viên đứng ra chống lại 28 nghị sĩ bảo thủ Eurosceptic, những người phản đối Hiệp ước rút tiền Brexit. Đảng đang bảo vệ một ứng cử viên, Mike Greene, một doanh nhân và nhà hảo tâm địa phương, trong cuộc bầu cử Peterborough năm 2019.

### Bầu cử quốc hội châu Âu
| Năm  | Lãnh đạo     | Chia sẻ phiếu bầu | Ghế ngồi | Thay đổi | Chức vụ |
| ---- | ------------ | ----------------- | -------- | -------- | ------- |
| 2019 | Nigel Farage | 30,52%            | 29 / 73  | 29       | 1       |

#### 2019
Đảng này đã giành được 29 ghế ngồi trong cuộc bầu cử, trở thành đảng đơn lẻ lớn nhất trong Nghị viện châu Âu lần thứ 9. Liên minh CDU / CSU cũng giành được 29 ghế ngồi tại Đức, nhưng đó là một sự liên minh, không phải là một đảng.
29 Thành được bầu trong cuộc bầu cử như sau: 
| Tên                      | Khu vực             | Lần bầu cử đầu tiên | Ghi chú                         |
| ------------------------ | ------------------- | ------------------- | ------------------------------- |
| David Bull               | Tây bắc nước Anh    | 23/5/2019           |                                 |
| Jonathan Bullock         | Trung du phía đông  | 28/72017            |                                 |
| Martin Daubney           | Trung du phía tây   | 23/5/2019           |                                 |
| Nigel Farage             | Đông nam nước Anh   | 10/6/1999           | Lãnh đạo Đảng                   |
| Lance Forman             | Luân Đôn            | 23/5/2019           |                                 |
| Claire Fox               | Tây bắc nước Anh    | 23/5/2019           |                                 |
| Nathan Gill              | Wales               | 1/7/2014            | Thành viên AM                   |
| James Glancy             | Tây nam nước Anh    | 23/5/2019           |                                 |
| Benyamin Habib           | Luân Đôn            | 23/5/2019           |                                 |
| Lucy Harris              | Yorkshire và Humber | 23/5/2019           |                                 |
| Michael Heaver           | Phía đông nước Anh  | 23/5/2019           |                                 |
| Christina Jordan         | Tây nam nước Anh    | 23/5/2019           |                                 |
| Andrew Kerr              | Trung du phía Tây   | 23/5/2019           |                                 |
| John Longworth           | Yorkshire và Humber | 23/5/2019           |                                 |
| Rupert Lowe              | Trung du phía Tây   | 23/5/2019           |                                 |
| Belinda De Camborne Lucy | Đông nam nước Anh   | 23/5/2019           |                                 |
| Brian Monteith           | Đông bắc nước Anh   | 23/5/2019           |                                 |
| June Mummery             | Phía Đông nước Anh  | 23/5/2019           |                                 |
| Henrik Overgaard-Nielsen | Tây bắc nước Anh    | 23/5/2019           |                                 |
| Matthew Patten           | Trung du phía Đông  | 23/5/2019           |                                 |
| Alexandra Phillips       | Đông nam nước Anh   | 23/5/2019           |                                 |
| Jake Pugh                | Yorkshire và Humber | 23/5/2019           |                                 |
| Annunziata Rees-Mogg     | Trung du phía Đông  | 23/5/2019           |                                 |
| Robert Rowland           | Đông Nam nước Anh   | 23/5/2019           |                                 |
| Louis Stedman-Bryce      | Scotland            | 23/5/2019           |                                 |
| John Tennant             | Đông bắc nước Anh   | 23/5/2019           |                                 |
| Richard Tice             | Phía Đông nước Anh  | 23/5/2019           |                                 |
| James Wells              | Wales               | 23/5/2019           |                                 |
| Ann Widdecombe           | Tây nam nước Anh    | 23/5/2019           | Thành viên MP và thủ tướng bang |